# Wehrwolf (Wehrverband)

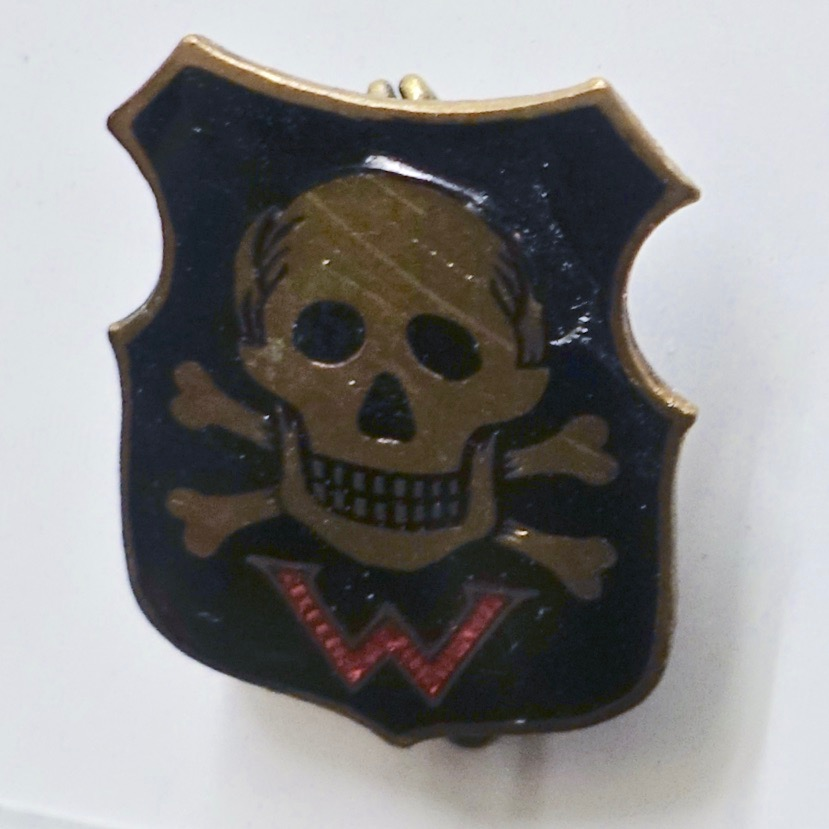
Abzeichen des Wehrverbandes Wehrwolf

Der Wehrwolf. Bund deutscher Männer und Frontkrieger war ein nationalistischer und republikfeindlicher, paramilitärischer Wehrverband in der Weimarer Republik. Er bestand vorwiegend aus Freikorps-Mitgliedern und Offizieren niederer Dienstgrade. Zu seinen Hochzeiten von 1924 bis 1929 hatte er etwa 30.000 bis 40.000 Mitglieder.

## Geschichte
Der Wehrwolf wurde als Mitteldeutscher Schutzverband am 11. Januar 1923 in Halle an der Saale gegründet. Maßgeblich daran beteiligt waren führende Mitglieder des damals zeitweise verbotenen Stahlhelm-Bundes wie Theodor Duesterberg und Fritz Kloppe, die den Verband als eine Vorfeldorganisation für die Anwerbung und Ausbildung jugendlicher Mitglieder für den Stahlhelm gründeten. Kloppe wurde Bundesführer des Wehrwolfs (von 1923 bis 1933).
In der ersten Jahreshälfte 1923 breitete sich der Verband mit der Unterstützung des Stahlhelms in Mitteldeutschland, danach im Rest des Deutschen Reichs aus. Auf dem ersten Vertretertag der Ortsgruppen am 12. Mai wurde die Organisation schließlich in Wehrwolf. Bund deutscher Männer und Frontkrieger umbenannt.
Bereits 1923 begann, in Zusammenarbeit mit der Reichswehr, die militärische Ausbildung der Mitglieder, u. a. an Gewehr 98, Pistole 08, MG 08/15, Handgranate, Gewehrgranate, Minenwerfer und Infanteriegeschütz.
1924 löste der Wehrwolf seine organisatorischen Verbindungen zum Stahlhelm, wiewohl vereinzelt weiter örtliche Zusammenarbeitsabkommen bestanden. Am Völkerschlachtdenkmal fand 1925 das mitteldeutsche „Wehrwolf-Thing“ statt.
1926/27 wurde im Wehrwolf ein System von wehrsportlichen Leistungsprüfungen eingeführt. Zudem verstärkten sich die völkischen Elemente, gefordert wurde ein „Drittes Reich“ auf Grundlage der „Volksgemeinschaft“ bzw. ein „soziales Großdeutschland“. Im Januar 1926 wünschte die Deutsche Zeitung des Alldeutschen Verbands dem Wehrwolf Glück für seine Bestrebungen. Der Völkische Beobachter veröffentlichte im September 1927 mehrere Artikel, die den Wehrwolf lobten oder ihm Glück wünschten. Mehrere Aufforderungen, sich der NSDAP anzuschließen, schlug der Wehrwolf jedoch aus; er schlug stattdessen eine „Einheitsfront“ aller nationalrevolutionären Organisationen vor. Dem wurde jedoch im Dezember des Jahres im Angriff eine Absage erteilt, „es sei denn, Adolf Hitler habe die unumschränkte Führung!“ Im gleichen Monat übernahm Wehrwolf-Bundesführer Kloppe den Vorsitz des Vaterländischen Oppositionsblocks, eines Bündnisses um die Deutschvölkische Freiheitsbewegung. Der Wehrwolf schied jedoch nach internen Auseinandersetzungen noch vor der Reichstagswahl im Mai 1928 aus dem Bündnis wieder aus.
1927/28 kam es zur polizeilichen Beschlagnahmung großer Waffenkontingente bei Wehrwolfführern, weswegen der Verband in Hamburg vom Senat am 20. Dezember 1929 verboten wurde.
Am 10. und 11. September 1927 fand das Reichstreffen in Potsdam statt, in dessen Mittelpunkt Wehrsportwettkämpfe standen. In der dazu erschienenen Sonderbeilage des Wehrwolfs hieß es:

„Deshalb wendet eure Augen nach Osten. Dort allein liegt unsere Rettung. Schreit es hinaus ins Volk, daß ihr den Kreuzzug wollt, die Rettung der 20 Millionen. Predigt den Kreuzzug von Westen nach Osten. Den Kreuzzug der Heimatliebe, der völkischen Bruderliebe, der Arterhaltung, der Raumerweiterung und der Arbeit! Predigt die Völkerwanderung nach dem Osten. Ruft auf zur Großtat der Kolonisation: zum Landerwerb in Krieg und Frieden“

In der programmatischen Erklärung, den Reichsrichtlinien von 1928 heißt es:

„Wir bejahen den Krieg, weil wir ohne ihn keine Möglichkeit sehen, die deutsche Frage zu lösen.“

Ab 1930 wurde der Wehrwolf von der NSDAP überflügelt. 1930 und 1931 unternommene Versuche, sich mit dem Freikorps Oberland und der Kampfgemeinschaft Revolutionäre Nationalsozialisten von Otto Strasser zu verbinden, scheiterten.
Im Sommer 1933 erfolgte auf eigenes Ersuchen die Eingliederung des Wehrwolfs in die Sturmabteilung, des Jungwolfs in die Hitlerjugend und der Wehrwolf-Kraftfahrstaffel in das Nationalsozialistische Kraftfahrkorps, womit der Verband zu bestehen aufhörte.

## Organisation
Der Wehrwolf organisierte sich nach dem Führerprinzip; der Bundesführung unterstanden die Landesführungen, denen die Gaue und diesen schließlich die Ortsgruppen unterstanden. Jugendliche Mitglieder im Alter von 14 bis 17 Jahren wurden im Jungwolf organisiert. Über 24 Jahre alte Mitglieder übernahmen in der Getreuen Ekkehartgruppe die Ausbildung der Jugendlichen. Frauen waren in Opfergruppen zusammengefasst, die an die Ortsgruppen angeschlossen waren.
Die Bundesführung gab ab 1924 alle zehn Tage die Zeitung Der Wehrwolf heraus.

## Erkennungszeichen
Die Fahne des Wehrwolfs zeigte einen silbernen Totenkopf mit dem Buchstaben W in Rot darunter auf schwarzem Hintergrund, die des Jungwolfs eine Wolfsangel auf schwarzem Hintergrund.
Die Uniformen der Mitglieder bestanden u. a. aus feldgrauen Waffenröcken mit weißem Totenkopf auf schwarzem Kragenspiegel, Koppel mit Totenkopf auf dem Schloss, schwarz-weiß-rote Armbinde mit Totenkopf und schwarze Schildmütze.

## Bekannte Mitglieder
- Paul Binus (1901–1981), NSDAP-MdR
- Carl Croneiß (1891–1973), Hauptmann a. D., NSFK-Gruppenführer, MdR
- Detlef Dern (1905–1941), NSDAP-MdR und SA-Führer
- Günther Gereke (1893–1970), Wehrwolf-Gauvorsitzender Elbe-Elster-Gau, DNVP- und CNBL-MdR, niedersächsischer Innen- und Landwirtschaftsminister
- Hans Grüneberg (1899–1991), NSDAP-MdR
- Alfred Hawellek (1905–1981), NSDAP-MdR
- Adalbert Herwig (1901–1961), NSDAP-MdR
- Manfred von Killinger (1886–1944), Wehrwolf-Gauführer Ostsachsen bis 1927, Marineoffizier, Freikorpsführer, Militärschriftsteller, NSDAP-MdR und SA-Führer, Reichskommissar für Sachsen (damit Innenminister)
- Hellmut Körner (1904–1966), NSDAP-MdR und Landesbauernführer von Sachsen
- Elhard von Morozowicz (1893–1934), Landesführer von Brandenburg 1923 bis 1928, NSDAP-MdR und SA-Gruppenführer
- Hermann Müller-Brandenburg (Landesführer von Thüringen 1925 bis 1928)
- Kurt Schicketanz (Leiter des Amtes für Wehrsport)
- Ernst Stockinger (Landesführer von Schwaben)
- Walter Tourneau (Landesführer von Berlin)